# تگوبورزه
تگوبورزه (به لاتین: Tęgoborze) یک روستا در لهستان است که در Gmina Łososina Dolna واقع شده‌است.

## خصوصیات
تگوبورزه ۱٬۱۰۰ نفر جمعیت دارد.